# JED (éditeur de texte)
 (novembre 2020).
Si vous disposez d'ouvrages ou d'articles de référence ou si vous connaissez des sites web de qualité traitant du thème abordé ici, merci de compléter l'article en donnant les références utiles à sa vérifiabilité et en les liant à la section « Notes et références ».
Pour les articles homonymes, voir JED.
JED (où JED sont les initiales de son créateur, John E. Davis) est un éditeur de texte qui utilise la bibliothèque S-Lang.

## Fonctionnalités
- Coloration syntaxique sur les terminaux en couleur
- Pliage de code
- Menus déroulants sur tous terminaux/plateformes.
- Émulation d'Emacs, EDT, WordStar, Borland, et éditeurs Brief
- Extensible avec le langage S-Lang similaire au C, rendant l'éditeur entièrement personnalisable.
- Capable de lire les fichiers d'info GNU depuis le navigateur d'info de JED
- Plusieurs modes de programmation (avec coloration syntaxique) sont disponibles, dont C, C++, Fortran, TeX, HTML, sh, Python, IDL, DCL, nroff…
- Édition de fichiers TeX avec une édition style AUC-TeX (supporte aussi BiBTeX)
- Supporte des sous-processus asynchrone, ce qui permet de compiler à l'intérieur de l'éditeur
- Support intégré du pilote de souris GPM dans la console Linux
- Mode abréviation et abréviation dynamique
- Support des encodages 8-bits avec touches mortes/muettes
- Copier/coller rectangulaire ; expressions régulières ; recherche incrémentale ; chercher et remplacer sur plusieurs fichiers ; fenêtres multiples ; buffers multiples ; shell modes ; éditeur de répertoires (dired) ; mail; rmail ; ispell ; et bien plus encore.